# Esta Nambayo
Esta Nambayo, là một luật sư và thẩm phán, là người phụ trách hồ sơ chính của Tòa án tư pháp ở Uganda, có hiệu lực vào ngày 27 tháng 8 năm 2018. Ở vị trí mới, bà là cán bộ tư pháp cao thứ năm trong cả nước, đứng sau (1) Chánh án (2) Phó Chánh án (3) Thẩm phán chính và (4) Thư ký cho Tư pháp.

## Bối cảnh và giáo dục
Nambayo sinh ra ở quận Busia, vào khoảng năm 1968. Cô theo học các trường tiểu học địa phương trước khi đăng ký vào trường nữ sinh Tororo để theo học chương trình O-Level. Cô học tại Mackay Memorial College, ở Nateete, một khu phố ở Campuchia để học A-Level.
Cô được nhận vào Đại học Makerere, nơi cô học luật; tốt nghiệp với bằng cử nhân luật. Sau đó, cô đã nhận được bằng Cao đẳng về Thực hành Pháp lý, từ Trung tâm Phát triển Luật, tại Kampala, thủ đô của Uganda. Sau đó, cô đã được trao bằng Thạc sĩ Quản lý, từ Học viện Quản lý Uganda.

## Nghề nghiệp
Cô bắt đầu vào những năm 1990, với tư cách là một nhân viên pháp lý của Liên đoàn Luật sư Phụ nữ Quốc tế (FIDA), trong văn phòng của họ ở Campuchia. Cô gia nhập băng ghế dự bị với tư cách là Thẩm phán hạng Một, phục vụ trong khả năng đó tại các tòa án ở Luweero, Nakasongola và Tòa thị chính Kampala. Sau đó cô được chuyển đến Mbarara ở cấp bậc Chef Magistrate. Trong khi đó, cô đồng thời giữ chức Phó phòng đăng ký của Tòa án Mbarara.
Từ Mbarara, cô là Chánh thẩm phán, tại các tòa án ở Mengo, Nakawa và Makindye, tất cả đều ở Kampala. Đồng thời, cô đồng thời làm Trợ lý Đăng ký của Bộ phận Đất đai. Cô cũng đã từng làm phó giám đốc tại Tòa án cấp cao, Bộ phận đất đai, Bộ phận thương mại và Tòa án phúc thẩm (Tòa án hiến pháp).
Ngay trước khi chuyển nhượng hiện tại, cô là Nhà đăng ký của Tòa phúc thẩm (Tòa án hiến pháp). Với tư cách là Giám đốc Đăng ký, bà đã thay thế Paul Gadenya, người trước đó vào năm 2018, được bổ nhiệm vào Tòa án tối cao với tư cách là thẩm phán.